# Mormonia neonympha
Mormonia neonympha är en fjärilsart som beskrevs av Eugen Johann Christoph Esper 1796. Mormonia neonympha ingår i släktet Mormonia och familjen nattflyn. Inga underarter finns listade i Catalogue of Life.